# Aplasia cutis congenita
 Mise en garde médicale
L’aplasia cutis congenita, (ACC), (Pediatric Dermatology 3e édition), correspond à une absence congénitale et visible, dès la naissance, de zones de peau sur des surfaces petites ou étendues. La lésion, si elle guérit, donne une peau fine, plate et avec prolifération de fibroblastes. Une tendance familiale a été parfois rapportée.
DD: Maladie des bandes amniotiques, hypoplasie dermique focale

## Classification
Neuf groupes distincts ont été décrits en fonction des autres anomalies que l'on peut trouver associées.

### Groupe 1
Anomalies du scalp sans autres anomalies :
- 86 % des lésions sont dans la région du vertex ;
- 75 % sont isolées mais 20 % sont doubles ;
- 8 % multiples ;
- la lésion ressemble à une cicatrice érodée, parfois d'aspect ulcéré, et profonde ;
- on peut malgré tout trouver des anomalies comme des fentes palatines, fistules trachéo-œsophagiennes, omphalocèles, des malformations cardiaques et rénales, des retards mentaux, des myopies sévères.

### Groupe 2
Anomalies du scalp avec anomalies des membres (syndrome d'Adams-Oliver) :
- la lésion sur le scalp a tendance à être plus grande ;
- les anomalies des membres touchent surtout les phalanges distales (hypoplasie, absence, syndactylie), pied bot ;
- les autres anomalies associées sont des mamelons surnuméraires, des calcifications cérébrales, des polymicrogyries corticales, malformations artério-veineuses crâniennes.

### Groupe 3
Anomalies du scalp et nævus épidermique ou sébacé :
- similaire au groupe 1 (complications comprises) avec des nævus souvent adjacents à la lésion ACC.

### Groupe 4
Anomalies cutanées avec défect sous-jacent :
- L'anomalie cutanée est le sommet d'un défect plus important en dessous comme une gastrochisis, myéloméningocoèle, atrésie biliaire ou intestinale, dysraphisme spinal, porencéphalie.

### Groupe 5
Anomalies sur décès d'un jumeau in utero avec infarctus placentaire :
- le décès d'un jumeau entraîne le passage de tissus nécrotiques ou caillots chez le fœtus sain qui vont se loger via les artères iliaques dans les cuisses avec des déformations constrictrices « en bandes » ;
- possible atteinte unguéale, retard psychomoteur, malformation des mains.

### Groupe 6
ACC + épidermolyse bulleuse des membres inférieurs :
- syndrome de Bart, syndrome de Cockayne-Touraine, syndrome de Weber-Cockayne...

### Groupe 7
Anomalies cutanées exclusives des membres inférieurs.

### Groupe 8
ACC sur atteinte tératogène :
- secondaire à infection virale (HSV-Herpes simplex virus, VZV-varicella-zona virus) ou lors de traitements antiépileptiques (valproate) ou anti-thyréotoxicose (méthimazole)

### Groupe 9
ACC associé à des syndromes :
- syndrome des bandes amniotiques, trisomie 134p, dysplasie ectodermique, syndrome de Johanson-Blizzard, syndrome de Goltz, etc.

## Traitement
- Rarement nécessaire en raison de la guérison spontanée des lésions. Greffe de peau dans de rares cas.
- Le pronostic dépend donc surtout des éventuelles autres anomalies ou syndrome associé qu'il faut rechercher par un bilan génétique chez tous les enfants atteints.